# Yuhina à diadème
Parayuhina diademata
Genre
Espèce
Statut de conservation UICN

 LC  : Préoccupation mineure
La Yuhina à diadème (Parayuhina diademata) est une espèce de passereaux de la famille des Zosteropidae.

## Répartition et sous-espèces

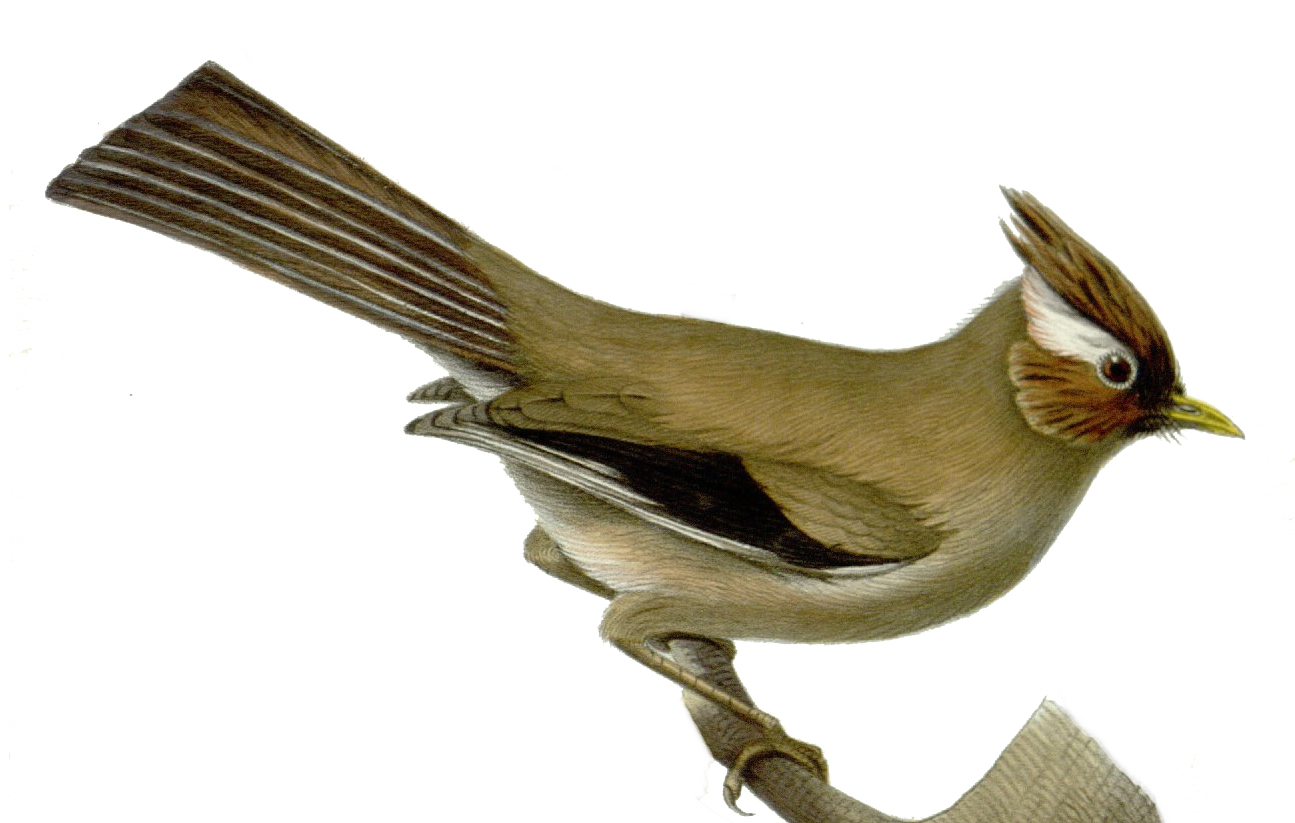
Dessin d'un Yuhina à diadème de 1867.

- P. d. ampelina — (Rippon, 1900) —Yunnan et nord e l'Indochine
- P. d. diademata — (Verreaux, 1869) — centre de la Chine